# Sint-Martinuskerk (Gronsveld)
De Sint-Martinuskerk is een kerkgebouw in Gronsveld, in de Nederlands Zuid-Limburgse gemeente Eijsden-Margraten. De kerk is een rijksmonument en is gewijd aan Sint-Martinus.

## Ligging
Het gebouw ligt aan de doorgaande weg door het dorp van De Heeg te Maastricht naar Rijckholt. De kerk staat op een kerkheuvel. Om de kerk ligt een kerkhof dat omgeven wordt door een keermuur. Aan de voorzijde van de kerk ligt een plein waar een Heilig Hartbeeld staat. Vlak bij de kerk bevindt zich het kasteel van Gronsveld.

## Geschiedenis
In 1281 werd de kerk voor het eerst vermeld. Niet lang daarna werd de mergelstenen toren gebouwd.
In de 15e of 16e eeuw werd de toren verhoogd.
In 1579 werd het kerkgebouw in brand gestoken.
In 1657 stortte het gewelf in van het koor.
In de periode 1690-1699 werd de kerk herbouwd in classicistische stijl. Hierbij werden de toren en het koor behouden. Bij de herbouw werden onder andere (niet zuivere) Dorische pilasters van mergelsteen als geleding toegepast.
In 1705-1711 werd het koor verhoogd en een dwarspand aangebouwd.
In 1787-1789 werd een sacristie gebouwd in de zuidoosthoek.
In 1895 werd de kerk gerestaureerd.
In 1947-1948 werd de kerk vanwege oorlogsschade opnieuw gerestaureerd.
In 1982 vond wederom een restauratie plaats.

## Beschrijving
Het gebouw bestaat uit een driezijdig gesloten laatgotisch koor, een eenbeukig schip, een dwarspand, en tegen de zuidzijde van het koor en de westkant van het zuidertransept de toren met drie geledingen en ingesnoerde torenspits. Het gebouw is opgetrokken uit baksteen en mergel in speklagen. De daken zijn gedekt met leien.
In het interieur valt de rijke betimmering van het koor in Luiks-Akense meubelstijl op. Ook het hoofdaltaar, de twee zijaltaren, de communiebank, de preekstoel, de biechtstoelen en het kerkorgel zijn uitgevoerd in barokstijl. Het orgel is in 1712 gebouwd door Philippe Le Picard. Het is het enige bewaarde orgel dat met zekerheid aan deze orgelbouwer kan worden toegeschreven. Bijzonder is de grafzerk van Wilhelm van Bronckhorst en Agnes van Bylant uit 1563, die zich oorspronkelijk in de kapel van het Observantenklooster op de Sint-Pietersberg bevond. In 1700 werd de gebeeldhouwde zerk overgebracht naar de vernieuwde kerk van Gronsveld.

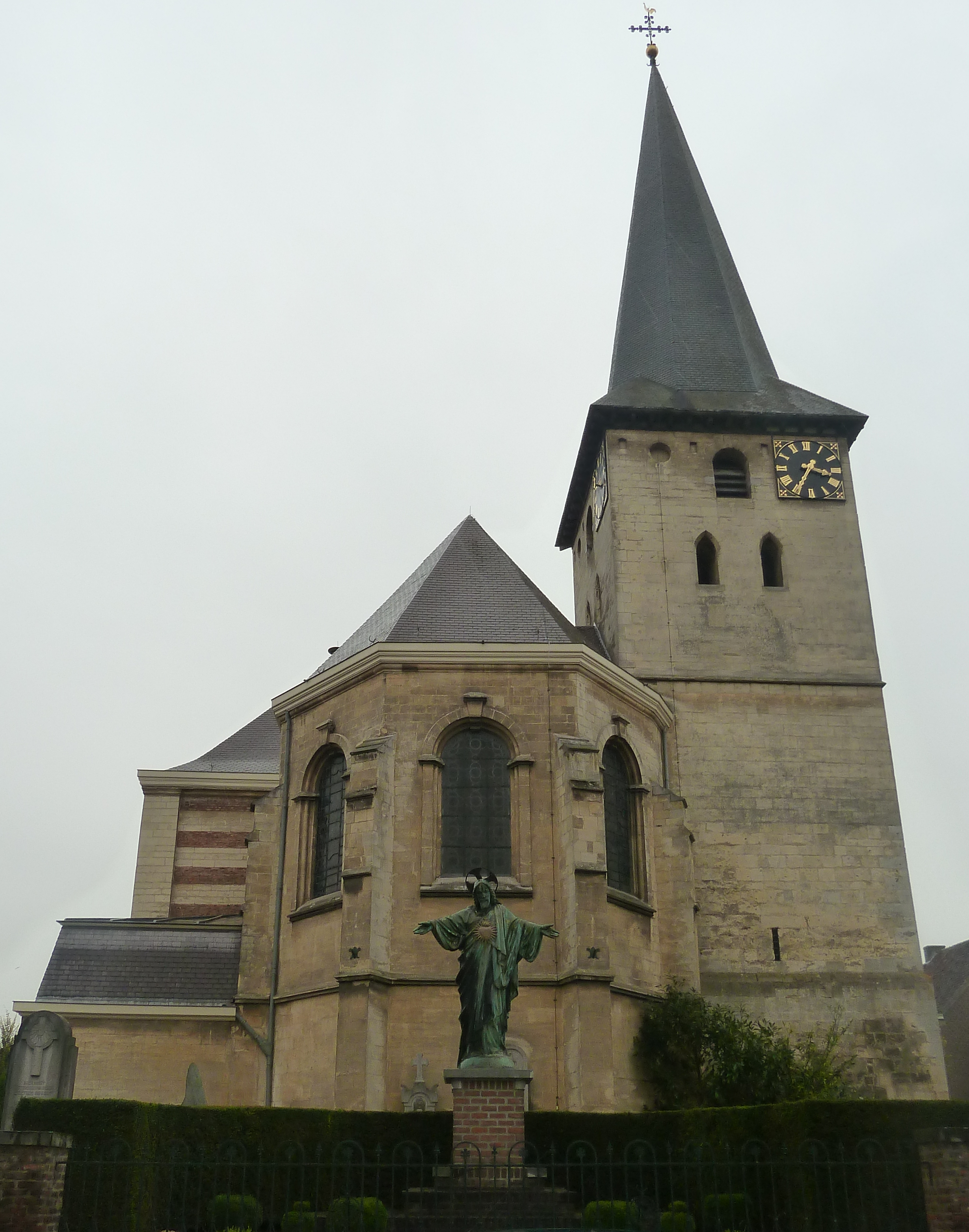
Koor en toren
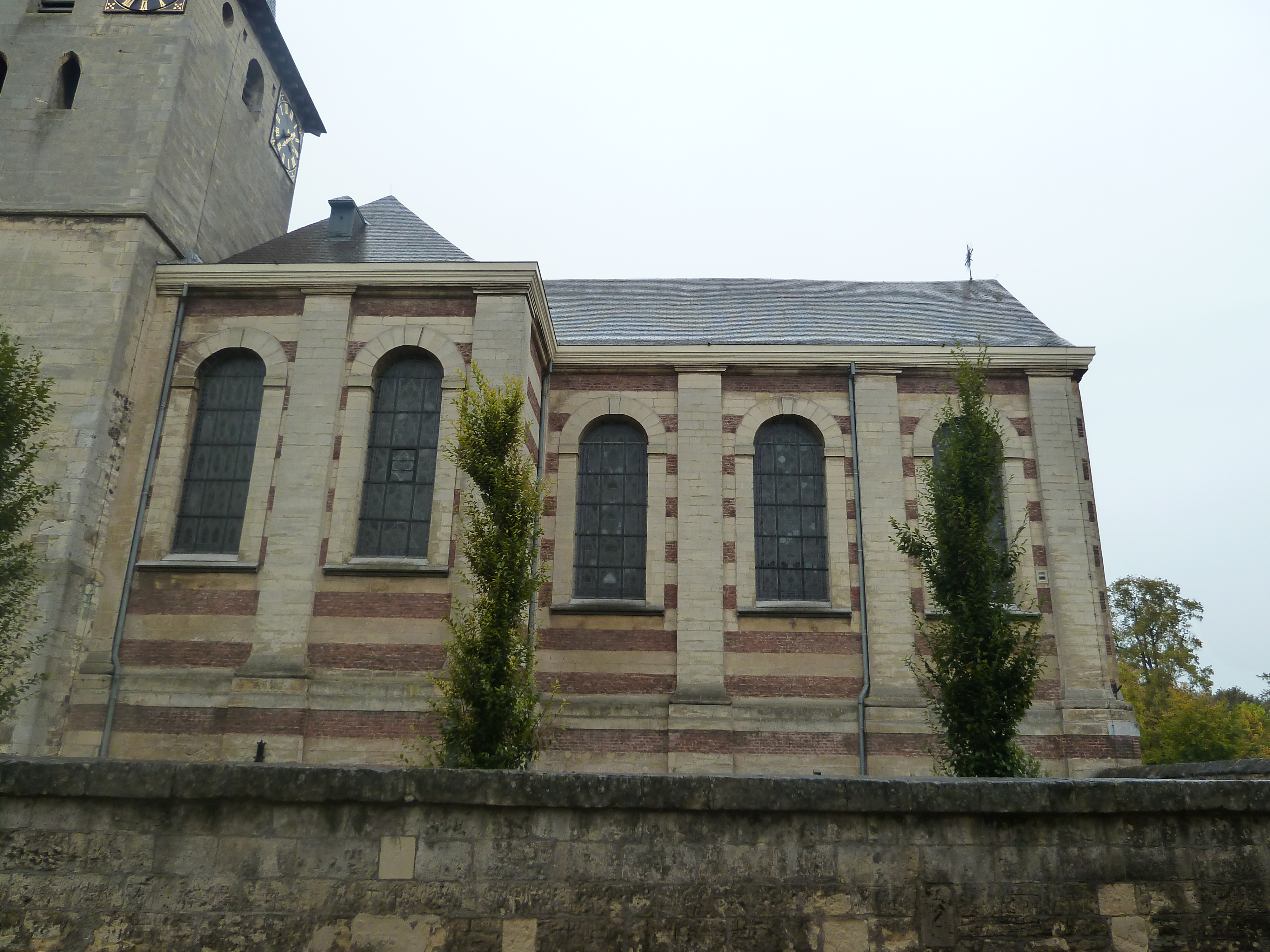
Noordgevel
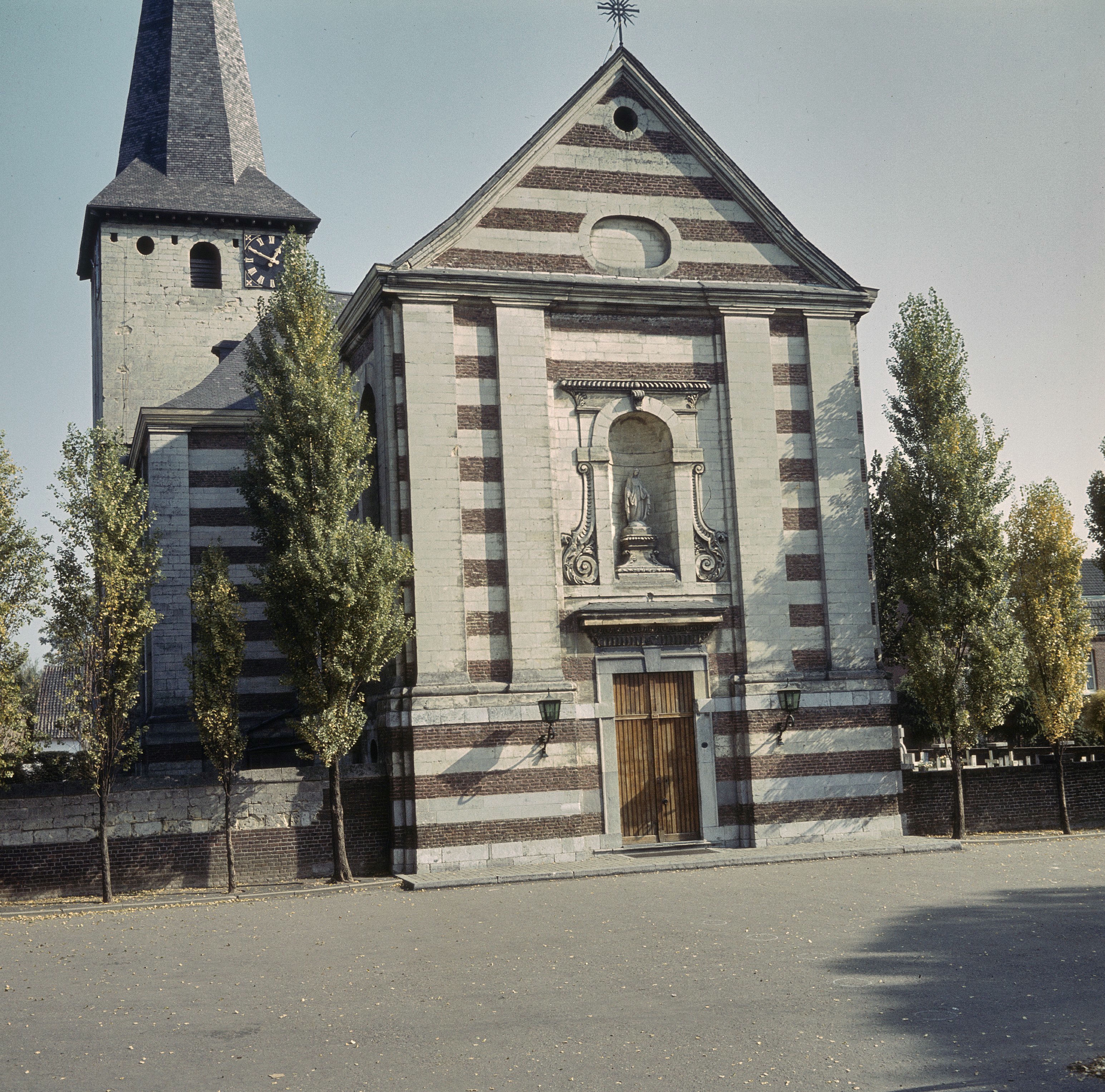
Westgevel
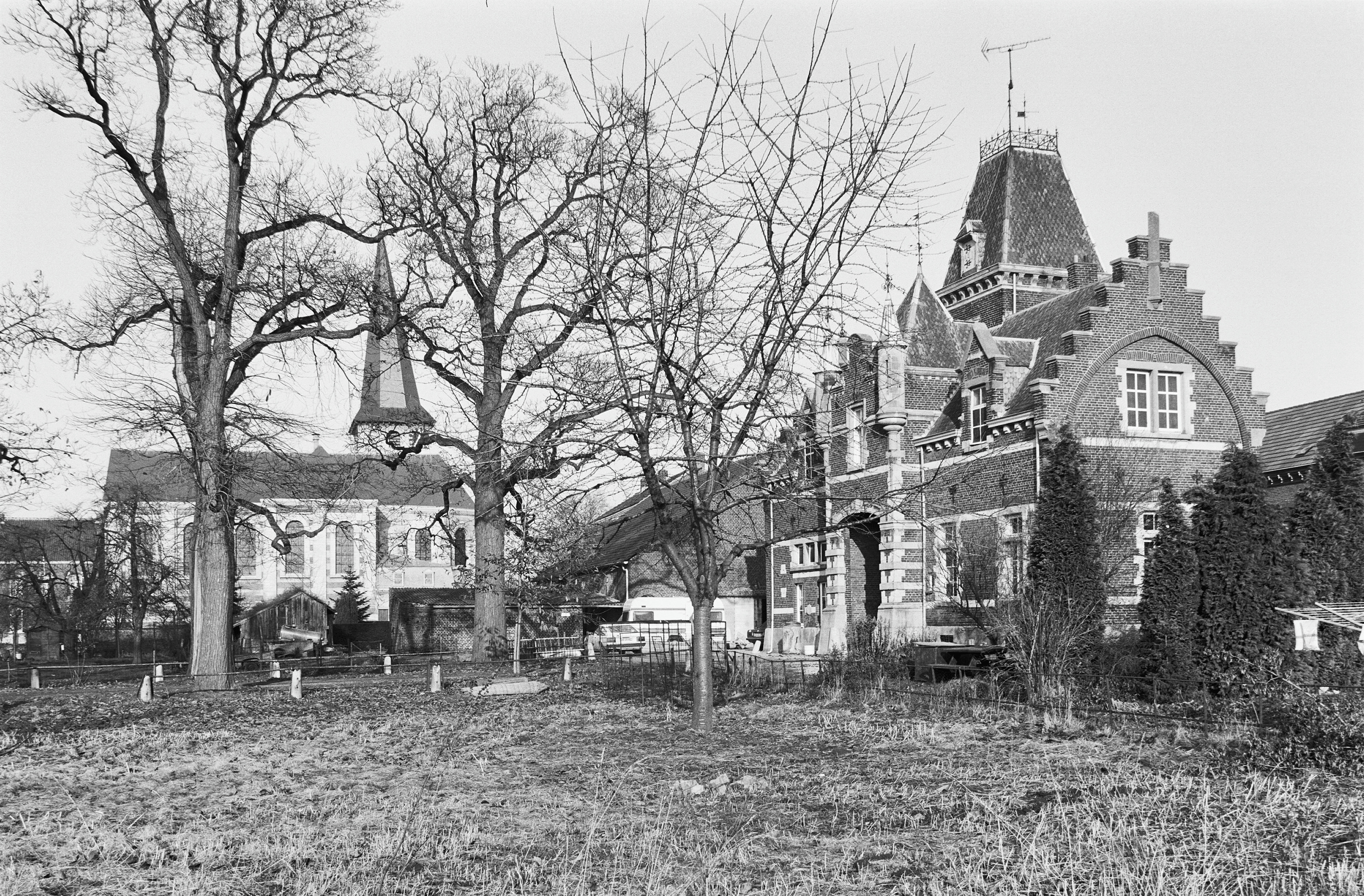
Kerk en kasteelpoort
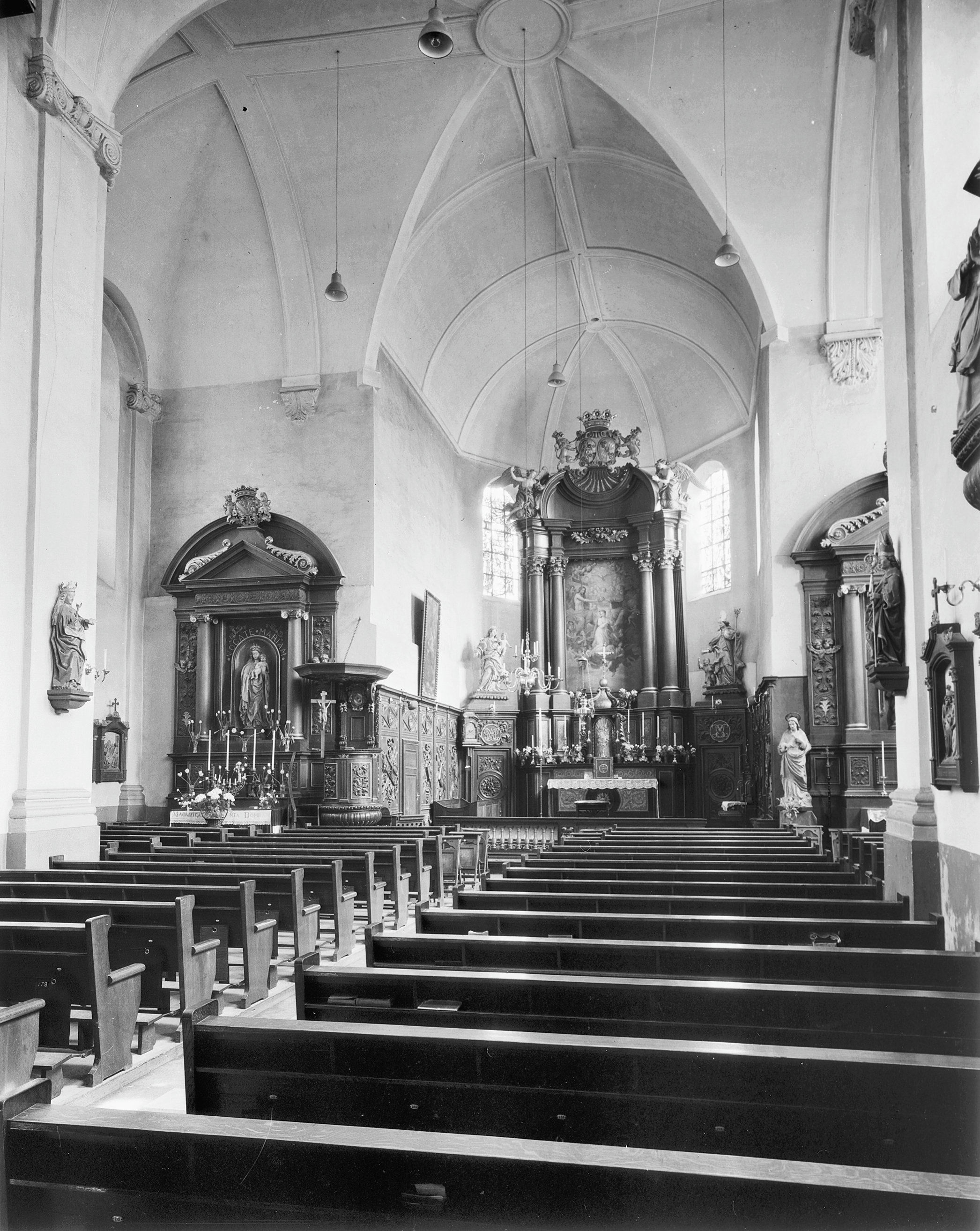
Overzicht interieur
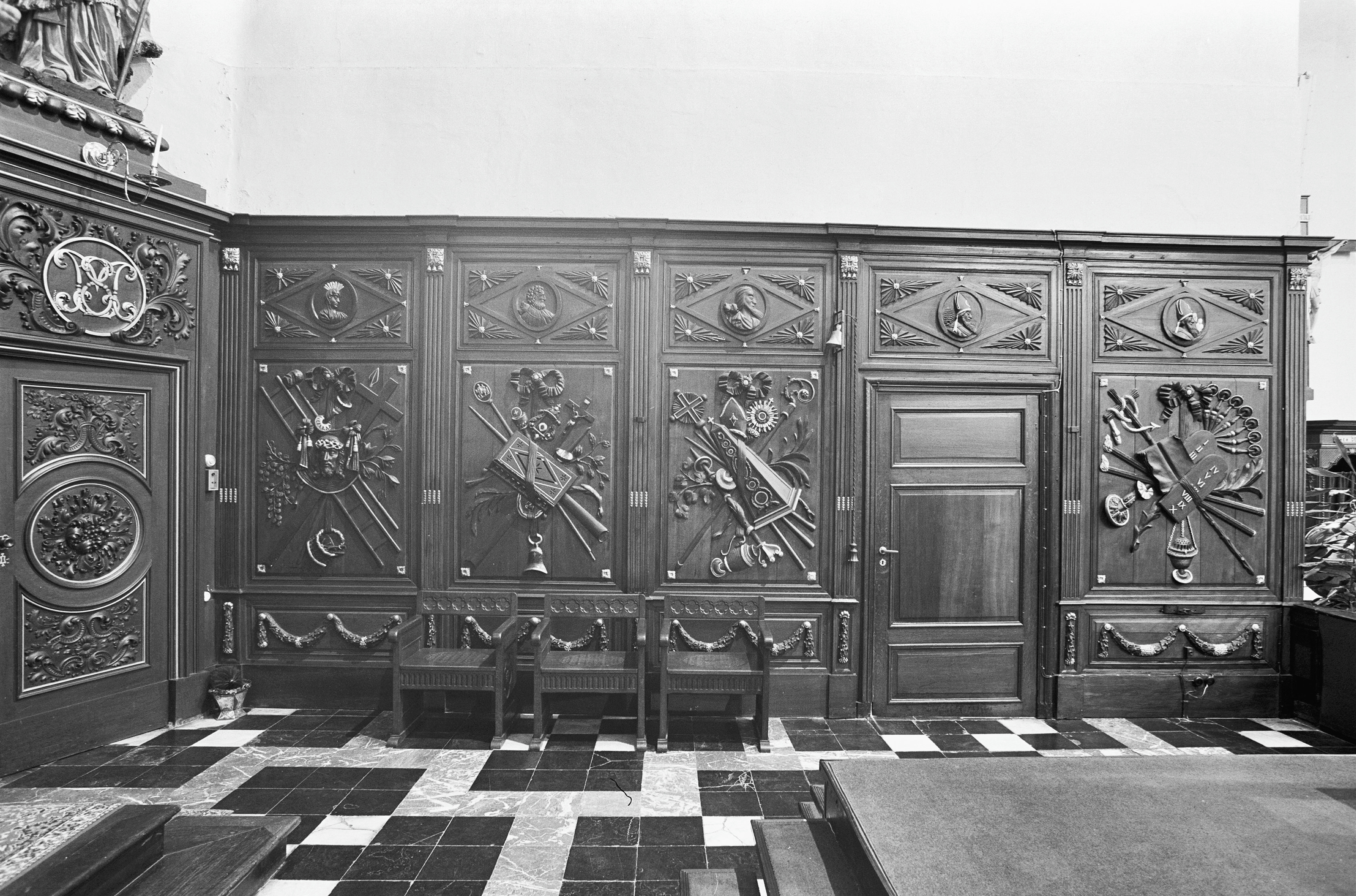
Betimmering koor
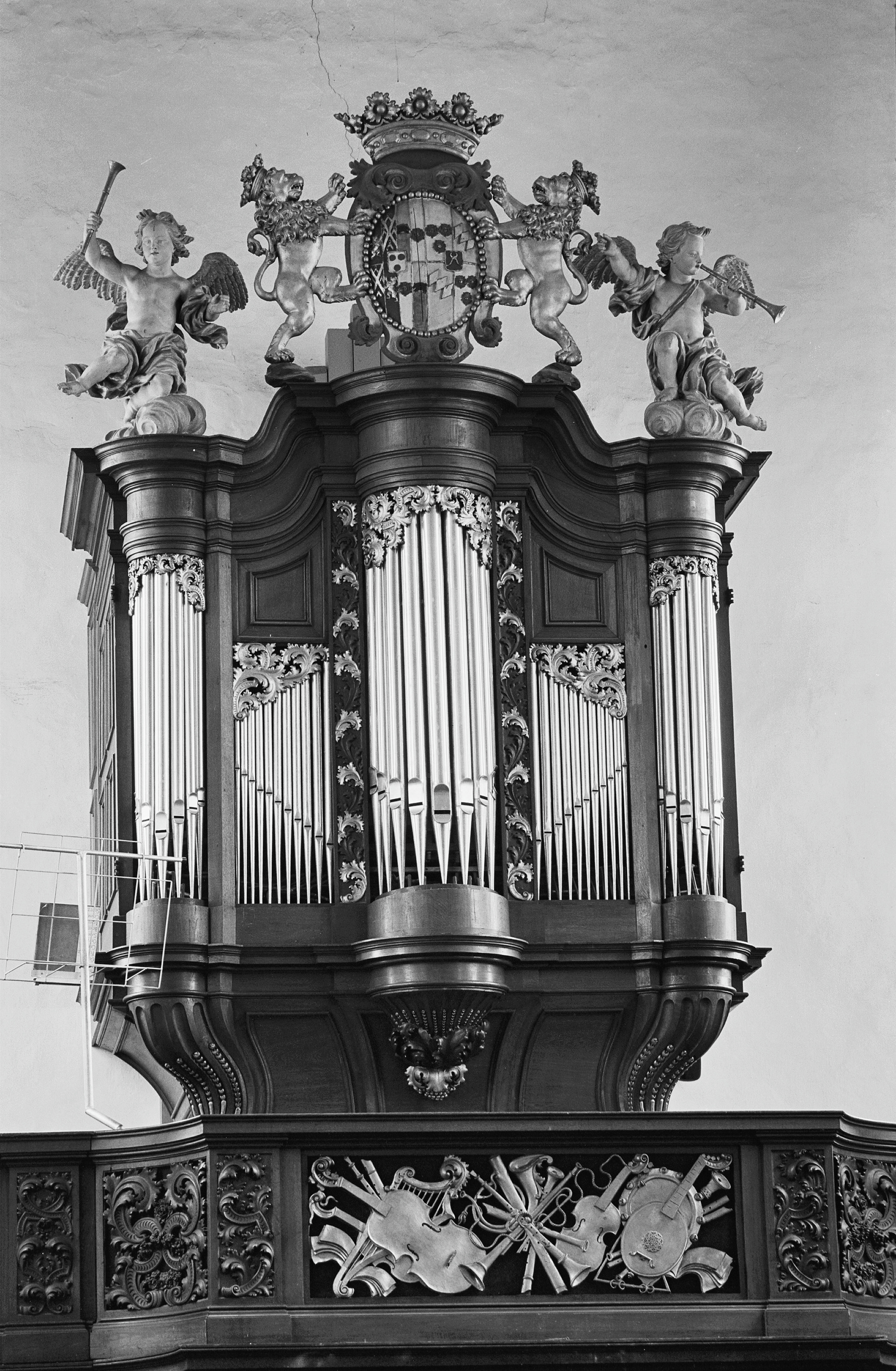
Picard-orgel
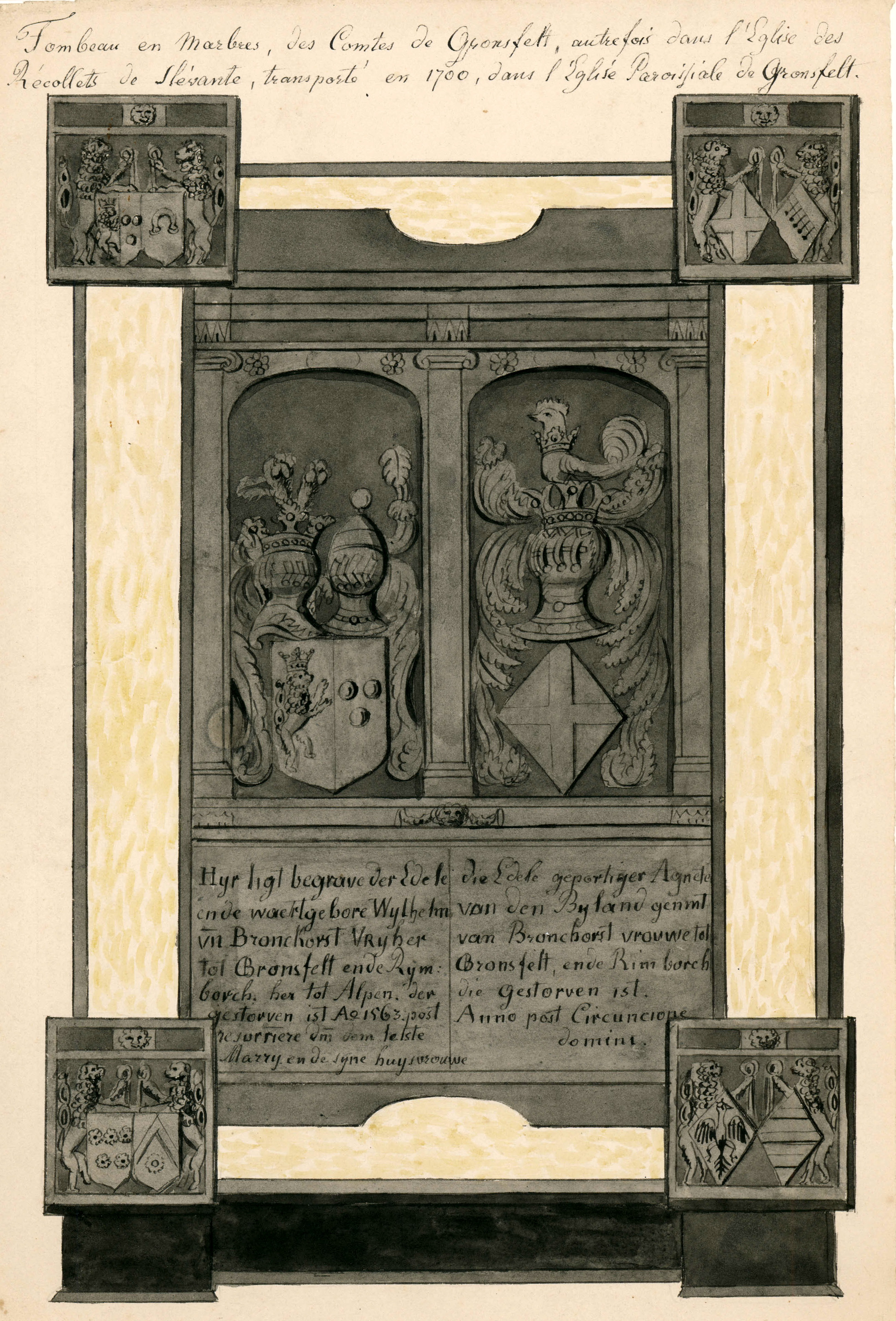
Tekening grafzerk